# 圣莱昂 (吉伦特省)
圣莱昂（法語：Saint-Léon，法語發音：[sɛ̃ leɔ̃]）是法国吉伦特省的一个市镇，属于波尔多区。

## 地理
圣莱昂（44°46'7"N, 0°16'21"W）面积4.49 平方千米，位于法国新阿基坦大区吉倫特省，该省份为法国西南部沿海省份，是法國本土面积最大的省，北起滨海夏朗德省，西临大西洋，南至朗德省，东南接洛特-加龍省，东临多爾多涅省。
与圣莱昂接壤的市镇（或旧市镇、城区）包括：布莱西尼亚克、拉索沃、塔尔贡。

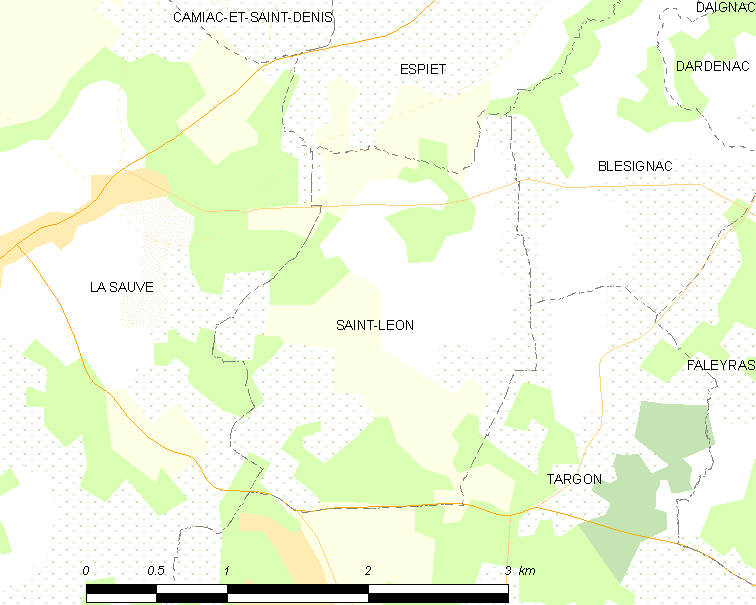
的OSM定位图

圣莱昂的时区为UTC+01:00、UTC+02:00（夏令时）。

## 行政
圣莱昂的邮政编码为33670，INSEE市镇编码为33431。

## 政治
圣莱昂所属的省级选区为海间县。

## 人口

1962-2008年间人口变化图示

圣莱昂于2022年1月1日时的人口数量为298人。